# Kerkgebouw Gereformeerde Gemeenten in Nederland (Arnemuiden)
De kerk van de Gereformeerde Gemeenten in Nederland is een kerkgebouw in Arnemuiden aan de Burgemeester Langebeekstraat. Het gebouw werd in de periode 1951-1952 gebouwd voor de plaatselijke Gereformeerde Gemeente. Eind 1953 ging de gemeente over naar de Gereformeerde Gemeenten in Nederland. 

## Geschiedenis
In 1942 werd in Arnemuiden een afdeling opgericht van de Gereformeerde Gemeente van Middelburg, vanuit de Segeersstraatkerk. Deze afdeling werd in september 1948 een zelfstandige gemeente. Er werd gekerkt in achtereenvolgens een openbare school, een kleuterschool, het gemeentehuis en een verenigingsgebouw. Uiteindelijk werd besloten een kerkgebouw te laten bouwen aan de Burgemeester Langebeekstraat, recht tegenover de Schoolstraat. Een ontwerp werd gemaakt door G.J. van Beekum. Bij de aanbesteding in april 1951 schreef aannemer J.K. Crucq uit Arnemuiden als laagste in, met een bedrag van 47,460 gulden, en werd daarom gekozen. Op 1 september 1951 legde predikant D.L. Aangeenbrug uit Terneuzen de eerste steen. Op donderdag 28 februari 1952 werd de kerk in gebruik genomen door consulent predikant L. Rijksen uit Middelburg. Bij de Watersnoodramp van 1953 kwam het lager gelegen deel van Arnemuiden, waar ook de kerk stond, onder water te staan.
In september 1953 maakte de gemeente bekend om uit het kerkverband van de Gereformeerde Gemeenten te treden in de nasleep van een conflict rond predikant C. Steenblok en sloot zich aan bij de nieuw gevormde Gereformeerde Gemeenten in Nederland.

## Gebouw en interieur
Het kerkgebouw is ontworpen als een traditionalistische zaalkerk met steunberen, spitsboogvensters en een koepelvormige dakruiter op een zadeldak. In april 2002 werd het kerkgebouw uitgebreid met een zijvleugel naar ontwerp van architect Sinke, werkzaam bij Bouwwinkel Middelburg. In november 2002 werd het gebouw weer in gebruik genomen.
In 1960 werd een orgel aangeschaft, het betrof een eenklaviers orgel uit 1873, gebouwd door orgelbouwer K.M. van Puffelen en afkomstig uit de Dorpskerk van Ritthem. Het orgel werd gerestaureerd en overgeplaatst door firma W. van Leeuwen uit Leiderdorp en op een galerij tegenover de preekstoel geplaatst. Zowel in 1980 als in 1983 werden er wijzigingen doorgevoerd aan het orgel. In 1989 is het orgel verplaatst naar een nis boven de preekstoel. Na de uitbreiding van 2002 was het orgel te klein geworden en moest daarnaast gerestaureerd worden. In 2011 werd besloten een orgelfonds op te richten om naar een geschikte oplossing te zoeken. Er werd besloten een nieuw tweeklaviers orgel te laten bouwen door de Sloveense orgelbouwer Škrabl. Enkele registers en kaplijsten van het voormalige orgel zijn in dit nieuwe orgel verwerkt, ook werd het orgelfront in een stijl uitgevoerd naar het oude orgel. Op 1 november 2013 werd het nieuwe orgel in gebruik genomen.